# Nuoto pinnato in acque libere ai I Giochi del Mediterraneo sulla spiaggia - 4 km SF maschili
La specialità dei 4 km SF maschili in acque libere dei I Giochi del Mediterraneo sulla spiaggia si è svolta il 3 settembre 2015 nel Mare Adriatico, nella zona antistante lo Stadio del Mare di Pescara in Italia.
La competizione è stata vinta dall'italiano Davide De Ceglie, che ha preceduto il serbo Andrej Matic (argento) e l'egiziano Moustafa Nail.

## Podio
| Oro     | Davide De Ceglie Italia |
| Argento | Andrej Matic Serbia     |
| Bronzo  | Moustafa Nail Egitto    |

## Risultati
| Class   | Atleta            | Nazione | Tempo    |
| ------- | ----------------- | ------- | -------- |
| Oro     | Davide De Ceglie  | Italia  | 38'43"60 |
| Argento | Andrei Matic      | Serbia  | 40'45"30 |
| Bronzo  | Moustafa Nail     | Egitto  | 41'45"30 |
| 4       | Abanob Meshrky    | Egitto  | 41'23"40 |
| 5       | Derin Toparlak    | Turchia | 43'02"80 |
| 6       | Antoine Fauveau   | Francia | 45'30"80 |
| 7       | David Asin Menes  | Spagna  | 48'28"80 |
| 8       | Julinen Guibaut   | Francia | 50'26"90 |
| 9       | Nasrallah Rahmani | Algeria | dns      |
| 10      | Can Batir         | Turchia | dnf      |